# Alex Barris
Alex Paul Barris (* 16. September 1922 in New York City; † 15. Januar 2004 in Toronto) war ein Emmy-nominierter kanadischer Showmaster und Drehbuchautor.

## Karriere
Der in New York geborene Barris begann seine Fernsehkarriere 1956 als Gastgeber von The Barris Beat. 1959 folgte Barris & Company. Für beide Shows verfasste er seine Scripts selbst. Er trat zudem in der Fernsehshow Front Page Challenge als Gast auf. In den 1970er Jahren schrieb er Drehbücher für verschiedene Fernsehproduktionen wie A Night with Bobby Darin oder The Doris Day Special, für welches er für einen Emmy nominiert war.
1998 wurde Barris mit dem Order of Canada ausgezeichnet.